# Tereza Vlk Huříková
Tereza Vlk Huříková, rozená Huříková, v letech 2015–2018 Němcová (* 11. února 1987 ve Vimperku) je bývalá česká cyklistka – závodila v cross country a v maratonech na horských kolech a v časovce v silniční cyklistice. Je juniorskou mistryní světa v silniční časovce i v cross-country na horských kolech. Stala se první juniorkou v cyklistické historii České republiky i Československa, která získala titul mistryně světa na silnici. V roce 2008 si vybojovala účast na olympiádě v Pekingu. V roce 2012 dosáhla na Mistrovství světa horských kol nejlepšího umístění českých žen v historii, zatím ji v roce 2016 jen vyrovnala Kateřina Nash.
Nejúspěšnější období své sportovní kariéry prožila v klubu Česká spořitelna MTB pod trenérem Jiřím Lutovským. Je univerzální sportovkyní – v zimě se věnuje sjezdovému i běžeckém lyžování, v rámci kondiční přípravy aerobicu a fitness, vyzkoušela i potápění.

## Sportovní kariéra
V dětství navštěvovala mnoho zájmových kroužků – malovala, tancovala, hrála na flétnu a mezi jejími koníčky, vzhledem k tomu, že oba rodiče jsou tělocvikáři, nemohl chybět ani sport. Ten u ní nakonec nad ostatními zájmy zvítězil. Nejprve se věnovala především běhu na lyžích v lyžařském klubu ve Vimperku. Pak ji trenér Jiří Lutovský seznámil se závodní cyklistikou.

### Žákyně a kadetka
Ve dvanácti letech absolvovala první závody na horském kole (Vimperská liga horských kol, Český pohár) v kategorii mladších žákyň. V roce 2000 byla zařazena do nově vzniklého Sportovního centra mládeže Českého svazu cyklistiky ve Vimperku. V témže i následujícím roce se stala mistryní republiky a vítězkou Českého poháru v kategorii starších žákyň. Totéž zopakovala v roce 2002, když byla "ostaršena" a zařazena do kategorie kadetek.

### Juniorka
Také v roce 2003 se stala mistryní ČR a vyhrála Český pohár v kategorii juniorek. Prosadila se i na mistrovství Evropy – v roce 2002 v Curychu byla devátá, v roce 2003 ve Štýrském Hradci druhá. V roce 2003 si vyzkoušela i silniční cyklistiku – byla druhá na mistrovství republiky v časovce. Právě v této disciplíně se v roce 2004 stala v italské Veroně juniorskou mistryní světa. Přivezla do ČR stříbro z mistrovství Evropy a bronz z mistrovství světa MTB.
O rok později – 2005- dosáhla dalšího velkého úspěchu i v cross country, když v italském Livignu na MS MTB (UCI MTB World Championship) získala titul juniorské mistryně světa. Získala také stříbro z MS v časovce na silnici (UCI Road World Champ TT) v rakouském Grazu a v závodě s hromadným startem dojela osmá. Získala titul mistryně ČR v silniční časovce (Blšany) a na ME MTB (European MTB Championship) v belgickém Kluisbergenu skončila čtvrtá.

### Kategorie žen a do 23 let
Od sezony 2006 již Huříková závodila v kategorii dospělých a v kategorii do 23 let (U23) – v té získala v italském Alpagu na Mistrovství Evropy 2006 v cross country 2. místo a v roce 2007 na ME 3. místo. Na svém prvním vystoupením mezi ženami na MS MTB 2006 na Novém Zélandu – Roturua obsadila pěkné 4. místo.
Rok 2007 byl ve znamení nominací na olympiádu v Pekingu. Při nich měla Huříková neuvěřitelnou smůlu. V silniční časovce na Mistrovství světa ve Stuttgartu jí přímý postup utekl o 18 setin sekundy. Ve Světovém poháru MTB 2007 se zase rozhodovalo o tom, kolik budou mít jednotlivé země míst na olympiádě. Český tým doplatil na to, že body místo možných tří sbíraly jen dvě závodnice. A tak nepomohlo ani Terezino vynikající celkové 9. místo a 11. místo Kateřiny Nash – součet bodů stačil jen na jedno místo pro českou reprezentaci. Vše završila chyba koordinátora Českého svazu cyklistiky, Anthony Grulicha, který včas neodeslal žádost o divokou kartu.
A tak se mezi Huříkovou a Nash rozhodovalo v prvních třech závodech Světového poháru MTB 2008. Umístění Huříkové v jednotlivých závodech SP: I. v belgickém Houffalize dojela devátá (3. v kategorii do 23 let); II. v německém Offenburgu jedenáctá (3. v U23); III. ve španělském Madridu to bylo 22. místo; Huříková si zajistila olympijskou účast již po prvních dvou závodech, Nash v nich skončila na 25. a 26. místě. Na Mistrovství Evropy v cross country (17. 5. 2008) v německém Sankt Wendelu obsadila v kategorii U23 3. místo a obhájila tak bronz z roku 2007, evropské zlato získala Švýcarka Nathalie Schneitter, stříbro Slovinka Tanja Zakelj (všechny tři bývalé juniorské mistryně světa – Schneitter 2004, Huříková 2005, Zakelj 2006). Vrcholem sezóny byl její první olympijský závod – Tereze se však nepovedl start a na úzké trati při kolizi v zadní části závodního pole spadla, vyrazila si dech, narazila si žebra a v závodu nemohla pokračovat. Ve Světovém poháru MTB 2008 skončila celkově osmá, čímž ještě o 1. místo zlepšila své postavení z předchozího roku, a v kategorii do 23 let dokonce zvítězila.
Poslední rok v kategorii do 23 let chtěla Huříková završit titulem mistryně světa. Na začátku sezóny ji však zastavila zlomenina klíční kosti a nemohla se tak zúčastnit prvních třech závodů Světového poháru MTB 2009. V červnu vyhrála na společném Mistrovství Česka a Slovenska v Bánovcích nad Bebravou v časovce (již podruhé v kariéře – poprvé se jí to podařilo v roce 2007 ve Žďáru nad Sázavou). Na Mistrovství Evropy MTB v nizozemském Zoetermeeru (11. července 2009) jí nevyšel ani poslední čtvrtý pokus o triumf v kategorii do 23 let – po stříbru a dvou bronzech z předchozích let skončila až na 14. místě. Týden nato si napravila reputaci na Mistrovství ČR v cross country na horských kolech v Karlových Varech, kde zvítězila se čtyřapůlminutovým náskokem na Pavlu Havlíkovou a zopakovala svůj triumf z roku 2006. Ovšem svůj cíl na Mistrovství světa MTB 2009 v Canbeře (2. září 2009) nesplnila a dojela čtrnáctá. V účasti na silničním Mistrovství světa v časovce jí zabránila viróza. Od konce září si začala hledat nové angažmá, neboť hlavní sponzor Česká spořitelna neprodloužil smlouvu s jejím týmem Česká spořitelna MTB.
Jejím novým působištěm pro rok 2010 se stal španělský tým Trek Lorca Taller del Tiempo, s nímž podepsala smlouvu na tři roky. Do týmu ji v roli asistenta španělského manažera a maséra následoval i její přítel Pavel Němec. Po devíti letech se rozloučila s trenérem Lutovským a započala spolupráci s italským koučem Domingem Copellim. Huříková věřila, že změna prostředí ji přinese novou motivaci pro další kariéru a přijdou i výsledky. Ovšem výsledkově se jí dařilo ještě méně než předchozí sezónu – na šampionátech poprvé startovala v kategorii Elite a na své soupeřky nestačila. Na Mistrovství Evropy v Izraeli skončila 26. a na Mistrovství světa v Kanadě dokonce až 57. ze 60 klasifikovaných. Ve Světovém poháru nesplnila svůj cíl propracovat se zpět do desítky a končila ve čtvrté či páté desítce, jen jednou dojela sedmnáctá. Na domácím šampionátu se musela spokojit jen s bronzem – porazily ji Nash i Havlíková. Výrazným úspěchem bylo pouze 3. místo na Mistrovství Evropy ve štafetě, které získala s Cinkem, Škarnitzlem a Paprstkou. Silniční cyklistiku v této sezóně vynechala. Na podzim se její španělský tým ocitl v nejistotě, neboť hlavní finanční partner klubu vyhlásil bankrot.
A tak Huříková po roce z Trek Lorca Taller del Tiempo přestoupila do nového německého týmu Central Haibike Pro team (později Sabine Spitz Haibike Pro Team), který kolem olympijské vítězky z Pekingu Sabine Spitzové vybudoval její manžel a manažer Ralf Schauble. Novým koučem Huříkové se stal Karel Martínek, který o ní prohlásil: "Bude trvat rok až dva než se Tereza vrátí do kondice, kterou měla v roce 2007 a 2008. Čeká jí těžká cesta zpět." V sezóně 2011 dosáhla v jednom ze závodů Světového poháru desáté místo, před mistrovstvím světa v Champéry ji však zastavila zlomenina klíční kosti. V červnu 2012 překvapila čtvrtým místem na mistrovství Evropy a úspěšnou sezónu zakončila sedmým místem na mistrovství světa v Saalfeldenu, čímž překonala do té doby nejlepší umístění české ženy na světovém šampionátu – 9. místo Kateřiny Neumannové z roku 1995.
Na začátku prosince 2012 podepsala smlouvu na dva roky s americkým týmem Specialized Racing, stala se tak týmovou kolegyní Jaroslava Kulhavého. V roce 2014 se výrazně prosadila v maratonu horských kol – v Irsku se stala mistryní Evropy a na Mistrovství světa v JAR získala bronz.
Od roku 2015 závodila za Superior Team a jejím trenérem byl Viktor Zapletal. Do sezóny vstupovala s ambicemi umisťovat se v první desítce závodů Světového poháru, což se jí však nedařilo a nejlépe dojela na 24. místě.

### Konec kariéry
Na začátku sezony 2017 v dubnu se jí zastavil chod krve do pravé nohy, přes řadu lékařských vyšetření nebyla známa příčina, až po měsíci a půl jí byla zjištěna málo známá "cyklistická nemoc" Endofibróza. V mechanicky zúžené vnější tepně pánevní ji byla navíc nalezena téměř deseticentimetrová krevní sraženina. Na konci května absolvovala operaci, při níž ve Vítkovické nemocnici primář chirurgie Miloš Mazúr zvolil radikálnější ale dlouhodobě úspěšné řešení, a to rozšíření tepny o záplatu ze žíly z oblasti stehna. Po rekonvalescenci se ke sportovní aktivitě vrátila až v září 2017, kdy vedla svůj tradiční kemp pro ženy Ladies Bike Weekend, ovšem k závodnímu ježdění se už nevrátila.
Od konce června roku 2017 se začala věnovat práci v marketingu. Nejprve pro pražskou firmu pronajímající elektrocentrály. Po negativní zkušenosti s vedením firmy se vrátila zpět ke svému sportu. Začala dělat marketing pro vimperskou firmu VirtualTraining s.r.o., která se zabývá vývojem softwarů. Hlavním produktem firmy je aplikace Rouvy, která nabízí cyklistům reálný pocit z jízdy při tréninku na trenažéru. Nadále pořádá kempy pro ženy a kolo je součást jejího života.

## Výsledková statistika
| ME MTB   | 2003 juniorky | 2004 juniorky | 2005 juniorky | 2006 U23 | 2007 U23 | 2008 U23 | 2009 U23 | 2010 Elite | 2011 Elite | 2012 Elite | 2013 Elite | 2014 Elite | 2015 Elite | 2016 Elite |
| Huříková | 2.            | 2.            | 4.            | 2.       | 3.       | 3.       | 14.      | 26.        | 20.        | 4.         | –          | 13.        | DNF        | –          |

| MS MTB   | 2003 juniorky | 2004 juniorky | 2005 juniorky | 2006 U23 | 2007 U23 | 2008 U23 | 2009 U23 | 2010 Elite | 2011 Elite | 2012 Elite | 2013 Elite | 2014 Elite | 2015 Elite |
| Huříková | .             | 3.            | 1.            | 4.       | 4.       | 20.      | 14.      | 56.        | −          | 7.         | 13.        | 35.        | 45.        |

| MS časovka | 2004 juniorky | 2005 juniorky | 2006 dospělí | 2007 dospělí |
| Huříková   | 1.            | 2.            | 12.          | 14.          |

| MČR MTB  | 2006 dospělí | 2007 dospělí | 2008 dospělí | 2009 dospělí | 2010 dospělí | 2011 dospělí | 2012 dospělí | 2013 dospělí | 2014 dospělí | 2015 dospělí |
| Huříková | 1.           | 2.           | −            | 1.           | 3.           | 1.           | 1.           | 1.           | —            | 2.           |

| SP MTB 2006 | Nizozemské Antily | Španělsko | Belgie | Skotsko | Kanada | Rakousko |
| Huříková    | 41.               | 46.       | 17.    | 21.     | 29.    | −        |

| SP MTB 2007 | Belgie | Německo | Švýcarsko | Kanada | Kanada | Slovinsko |
| Huříková    | 12.    | 6.      | 8.        | 13.    | 17.    | 25.       |

| SP MTB 2008 | Belgie | Německo | Španělsko | Andorra | Skotsko | Kanada | Kanada | Austrálie | Rakousko | celkově | celkově U23 |
| Huříková    | 9.     | 11.     | 22.       | 7.      | -       | 15.    | 7.     | 4.        | 13.      | 8.      | 1.          |

| SP MTB 2009 | Jižní Afrika | Německo | Belgie | Španělsko | Kanada | Kanada | Švýcarsko | Rakousko |
| Huříková    | –            | –       | –      | 24.       | 17.    | 22.    | −         | −        |

| SP MTB 2012 | Spojené království | Belgie | Německo | Švýcarsko | Itálie | USA |
| Huříková    | 45.                | 41.    | 17.     | 33.       | −      | 38. |

| SP MTB 2011 | Jižní Afrika | Spojené království | Německo | Kanada | USA | Česko | Itálie |
| Huříková    | 30.          | 10.                | 17.     | DNF    | 26. | 36.   | 27.    |

| SP MTB 2012 | Jižní Afrika | Belgie | Česko | Francie | Kanada | USA | Itálie |
| Huříková    | 38.          | 39.    | 16.   | 29.     | −      | −   | 11.    |

| SP 2013  | Německo | Česko | Itálie | Andorra | Kanada | Norsko | CP  |
| -------- | ------- | ----- | ------ | ------- | ------ | ------ | --- |
| Huříková | 19.     | 23.   | 16.    | 32.     | -      | DNF    | 26. |

| SP 2014  | Jižní Afrika | Austrálie | Česko | Německo | Kanada | USA | Francie | CP  |
| -------- | ------------ | --------- | ----- | ------- | ------ | --- | ------- | --- |
| Huříková | 10.          | 19.       | 30.   | 17.     | 22.    | 23. | 29.     | 19. |

| SP 2015  | Česko | Německo | Švýcarsko | Kanada | USA | Itálie | CP  |
| -------- | ----- | ------- | --------- | ------ | --- | ------ | --- |
| Huříková | 58.   | DNF     | 41.       | -      | -   | 24.    | 52. |

Ostatní:
- 2005

8. místo mistrovství světa na silnici v závodě jednotlivců

byla vybrána do projektu McDonald's Olympic Hopefuls

## Ostatní
Tereza Huříková je trojnásobnou vítězkou Miss cyklistiky (z let 2004–2006), která je vyhlašována jako součást ankety Král cyklistiky. Jako malá chtěla být miss nebo modelka. Focení pro časopisy si i vyzkoušela — fotila cyklistické fotky pro Playboy. Dostala i nabídku na focení ve spodním prádle, tu ale odmítla. Téměř veškerý čas podřizuje přípravě. V cyklistice obdivuje Gunn-Ritu Dahle, norskou královnu horských kol. Na podzim 2012 testovala nové oblečení pro členy českého týmu na LOH v Londýně.
V roce 2008 odmaturovala na Sportovním gymnáziu ve Vimperku (studovala o dva roky déle, měla individuální studium). Do roku 2009 žila s rodiči ve Vimperku, pak se odstěhovala ke svému příteli do Valašského Meziříčí. Jejím přítelem a od října 2015 manželem byl Pavel Němec, fyzioterapeut a zároveň její manažer. Od května 2018 znovu žije ve Vimperku a v červenci roku 2018 se rozvedla. V červnu 2019 se podruhé vdala, jejím manželem se stal Jakub Vlk a změnila jméno na Tereza Vlk Huříková. S manželem mají dvě děti: 1. dubna 2020 se jim narodil syn Viktor a 14. června 2022 dcera Dorota.  
| „                                      | Mojí motivací vždycky bylo vítězství. Jsem asi cílevědomá. Moje heslo je: člověk si na všechno zvykne. | “ |
| — Tereza Huříková, MF Dnes 25. 7. 2006 | |   |

| „                                      | Čím je ošklivější počasí, větší zima, těžší trať, delší kopce, tím lépe. Možná je to tím, že jsem z drsné Šumavy a jsem zvyklá na zimu. Dlouho je tam sníh, hodně fouká vítr, máme hodně kopců. Získala jsem tam techniku, díky které teď sbírám drahocenné vteřinky. | “ |
| — Tereza Huříková, MF Dnes 18. 4. 2007 | |   |